# 扎爾吉里斯足球俱樂部
扎爾吉里斯足球俱樂部是立陶宛首都維爾紐斯的一家足球俱樂部。俱乐部参加立陶宛足球超級聯賽的赛事。主場为LFF体育场（立陶宛足球协会体育场）。俱乐部的标志颜色为绿色和白色。
俱乐部成立于1947年，当时的名字为Dinamo。现在的名字来自扎尔吉里斯之战的胜利。俱乐部在历史上推出了不少明星。俱乐部总共赢得过9次立陶宛足球超級聯賽冠军、14次立陶宛盃和8次立陶宛超級盃。

## 外部連結
- 官方网站 （立陶宛文） （英文）